# Chase Josey
Chase Josey (* 31. März 1995 in Hailey, Idaho) ist ein US-amerikanischer Snowboarder. Er startet in den Freestyledisziplinen.

## Werdegang
Josey nimmt seit 2009 an Wettbewerben der FIS und der Ticket to Ride World Snowboard Tour teil. Dabei erreichte er in der Saison 2010/11 bei der Intermountain Series mit Platz zwei auf der Halfpipe in Jackson Hole und Platz drei im Slopestyle in Park City seine ersten Podestplatzierungen. In der folgenden Saison errang er bei der U.S. Revolution Tour in Northstar-at-Tahoe und in Otsego jeweils den zweiten Platz im Halfpipe-Wettbewerb. Bei den Snowboard-Juniorenweltmeisterschaften 2012 in Sierra Nevada belegte er den 30. Platz im Slopestyle und den vierten Rang auf der Halfpipe. Im April 2012 wurde er bei den nationalen Meisterschaften in Copper Mountain Dritter im Slopestyle. Im Januar 2013 startete in Copper Mountain erstmals im Snowboard-Weltcup und errang dabei den achten Platz im Halfpipe-Wettbewerb. Im selben Monat wurde er im Halfpipe-Wettbewerb bei der U.S. Revolution Tour in Northstar-at-Tahoe Dritter. Bei den Snowboard-Weltmeisterschaften 2015 am Kreischberg belegte er den 15. Platz auf der Halfpipe. Nach Platz neun beim Weltcup in Cardrona zu Beginn der Saison 2015/16, wurde er im Januar 2016 beim U.S. Grand Prix und Weltcup in Mammoth Zweiter auf der Halfpipe. Bei den Winter-X-Games 2016 in Aspen kam er auf den 11. Platz auf der Superpipe. Bei den X-Games Oslo 2016 in Oslo holte er die Bronzemedaille im Halfpipe-Wettbewerb. Im März 2016 errang bei den Snowboard-Weltmeisterschaften in Yabuli den 32. Platz im Big Air und erreichte zum Saisonende den dritten Platz im Halfpipe-Weltcup. Zu Beginn der Saison 2016/17 errang er beim U.S. Grand Prix und Weltcup in Copper Mountain den dritten Platz in der Halfpipe. Im weiteren Saisonverlauf siegte er bei den Laax Open und zugleich Weltcup und errang bei den Winter-X-Games 2017 den vierten Platz in der Halfpipe. Zudem wurde er bei den Burton US Open Dritter. Die Saison beendete er auf dem neunten Platz im Freestyle-Weltcup und auf dem zweiten Rang im Halfpipe-Weltcup. Im folgenden Jahr siegte er beim U.S. Grand Prix in Mammoth und belegte bei den Winter-X-Games 2018 den vierten Platz und bei den Olympischen Winterspielen 2018 in Pyeongchang den sechsten Platz.
Nach Platz drei beim Weltcup in Copper Mountain und Rang zwei bei der Winter Dew Tour in Breckenridge zu Beginn der Saison 2018/19, errang Josey bei den Winter-X-Games 2019 erneut den vierten Platz und bei den Snowboard-Weltmeisterschaften 2019 in Park City den 14. Platz. Zum Saisonende wurde er Achter im Halfpipe-Weltcup. Bei den Winter-X-Games 2020 in Aspen errang er den vierten Platz und bei den Snowboard-Weltmeisterschaften 2021 den fünften Platz. Im folgenden Jahr wurde er bei den Olympischen Winterspielen in Peking Siebter.

## Erfolge

### Olympische Spiele
- 2018 Pyeongchang: 6. Platz Halfpipe
- 2022 Peking: 7. Platz Halfpipe

### Weltmeisterschaften
- 2015 Kreischberg: 15. Platz Halfpipe
- 2019 Park City: 14. Platz Halfpipe
- 2021 Aspen: 5. Platz Halfpipe
- 2023 Bakuriani: 8. Platz Halfpipe
- 2025 Engadin: 12. Platz Halfpipe

### Winter-X-Games
- 2016 Aspen: 11. Platz Halfpipe
- 2016 Oslo: 3. Platz Halfpipe
- 2017 Aspen: 4. Platz Halfpipe
- 2018 Aspen: 4. Platz Halfpipe
- 2019 Aspen: 4. Platz Halfpipe
- 2020 Aspen: 4. Platz Halfpipe
- 2024 Aspen: 7. Platz Halfpipe

### Weltcup
- 4 Podestplätze, davon 1 Sieg

#### Weltcupsiege
| Nr. | Datum           | Ort  |
| --- | --------------- | ---- |
| 1.  | 21. Januar 2017 | Laax |

#### Weltcup-Gesamtplatzierungen
| Saison  | Park & Pipe | Park & Pipe | Halfpipe | Halfpipe |
| Saison  | Punkte      | Platz       | Punkte   | Platz    |
| ------- | ----------- | ----------- | -------- | -------- |
| 2012/13 | 670         | 34.         | 670      | 20.      |
| 2013/14 | 160         | 94.         | 160      | 50.      |
| 2014/15 | 610         | 28.         | 610      | 6.       |
| 2015/16 | 1130        | 15.         | 1130     | 3.       |
| 2016/17 | 2360        | 9.          | 2360     | 2.       |
| 2017/18 | 1050        | 30.         | 1050     | 12.      |
| 2018/19 | 1360        | 23.         | 1360     | 8.       |
| 2020/21 | 37          | 43.         | 37       | 14.      |
| 2021/22 | 40          | 64.         | 40       | 19.      |
| 2022/23 | 109         | 25.         | 109      | 10.      |
| 2023/24 | 158         | 15.         | 158      | 7.       |
| 2024/25 | 130         | 29.         | 130      | 9.       |